# 盖明根
盖明根是德国巴登-符腾堡州的一个市镇。总面积19.08平方公里，总人口4861人，其中男性2443人，女性2418人（2011年12月31日），人口密度255人/平方公里。